# Kopia bezpieczeństwa online
Kopia bezpieczeństwa online, kopia danych online, kopia zapasowa online (ang. backup online) – dane, które zostały powielone w oparciu o łącze internetowe i wydzielone miejsce na serwerze oddalonym od pierwotnego miejsca przechowywania danych. Oddalony serwer jest zabezpieczany w centrum składowania danych, serwerowni, której zabezpieczenia spełniają normy bezpieczeństwa przechowywania zaszyfrowanych danych.
Taka kopia chroni dane przed awariami, wypadkami, kradzieżami i innymi przypadkami utraty danych przez użytkownika komputera, na którym aplikacja do wykonywania backup online jest zainstalowana. Proces wykonywania kopii bezpieczeństwa, w odniesieniu do kopii długotrwałych, jest nazywany archiwizacją. Kopia zapasowa online pozwala na składowanie zarchiwizowanych danych w jednym miejscu.
Tradycyjny backup oparty jest na wykorzystaniu już istniejącego lub podłączeniu do sieci nowego serwera, do którego podłącza się urządzenie taśmowe lub macierz dyskową, gdzie będzie dokonywany zapis danych. Na serwerze instaluje się oprogramowanie do backupu. Serwer taki, staje się serwerem backupowym, czyli będzie zarządzał procesem backupu z całej sieci. W przypadku takiego backupu zarządzanie odbywa się w sposób zdalny, czyli poprzez konsolę programową zainstalowaną na komputerze administratora. Taki system backupu stanowi podstawowy element zabezpieczenia zasobów informatycznych w sieci przed ewentualną utratą danych, głównie w firmach i dużych przedsiębiorstwach. W przypadku utraty części zasobów, bądź ich całości, zapasowa kopia pozwala odzyskać dane i przywrócić cały system do pracy.
Kopia bezpieczeństwa online zachowuje pełną funkcjonalność wykonywania tradycyjnej kopii zapasowej danych, z tą różnicą, że dane składowane są poza miejscem w którym znajduje się komputer z aplikacją do backupu, dodatkowo zabezpieczając dane przed takimi wypadkami jak kradzież, pożar, powódź i innymi żywiołami pozwalając odzyskać dane w dowolnym czasie i miejscu.
Do danych skopiowanych za pomocą backupu online mamy dostęp przez przeglądarkę internetową. Użytkownik posiada unikalne dane login i hasło, które tylko jemu pozwalają na dostęp do danych.
W przypadku tworzenia kopii zapasowej online znaczenie mają takie czynniki jak: szybkość łącza internetowego (im szybsze, tym krócej trwa wykonanie backupu online) oraz miejsce składowania danych (w przypadku centrum składowania znajdującego się w innym państwie niż wykonujemy backup online, czas tworzenia kopii znacznie się wydłuża).
Szczególnym przypadkiem zastosowania kopii bezpieczeństwa online na poziomie państwowym jest ambasada danych.

## Funkcjonalności backupu online
- Ciągła ochrona danych (CDP – Continuous Data Protection) nazywana też ciągły backup lub backup w czasie rzeczywistym

Umożliwia ciągłą ochronę danych stacji roboczych i serwerów. Dane są automatycznie zapisywane tuż po dokonaniu zmiany. Funkcjonalność taka pozwala zarówno użytkownikowi, jak i administratorowi na odzyskanie danych z każdego punktu w przeszłości.
CDP jest funkcjonalnością, która przechwytuje zmiany i zapisuje je do lokalnego cache lub do miejsca przeznaczenia. Niezależnie od pierwszej kopii wszystkie modyfikacje są przechowywane.
Zasadniczą różnicą pomiędzy tradycyjnym backupem a CDP jest brak konieczności sprecyzowania konkretnej godziny do wykonania backupu. Przy użyciu CDP nie ma harmonogramów backupów. Kiedy dane są zapisywane na dysk, są również asynchronicznie zapisywane w drugiej lokalizacji.
- Odzyskiwanie systemu po awarii (BMR – Bare Metal Restore)

Funkcjonalność backupu pozwalająca na przywrócenie chronionego komputera do stanu sprzed awarii bez konieczności instalowania ręcznie systemu operacyjnego ani jakichkolwiek aplikacji. w przypadku awarii następuje wygenerowanie płyty CD/DVD centralnie i przesłanie jej fizycznie do miejsca, gdzie była awaria.
- Zaawansowane szyfrowanie danych AES 256bit

- Wersjonowanie plików/katalogów

Po wykonaniu 1 kopii tworzone są tylko kopie przyrostowe. Z punktu widzenia użytkownika oznacza to tyle, że ma on do odtworzenia dane z konkretnego dnia/godziny a oprogramowanie samodzielnie w tle zajmuje się składaniem potrzebnych części. Wersjonowanie plików odbywać się będzie w konkretnym czasie ustalonym harmonogramem (ustalony czas startu backupu) lub na żądanie (w dowolnym czasie).
- Optymalizacja transferu danych w sieci WAN, zwiększenie szybkości przesyłania danych

System precyzyjnie wykrywa fragmenty zmienionych plików, z czego wynika duża wydajność i eliminacja zduplikowanych bloków. Analiza danych użytkownika podlegających przesłaniu przez sieć rozległą WAN następuje na żądanie użytkownika lub w określonym czasie, na podstawie kalendarza. Dzięki temu, że większość procesu de-duplikacji jest po stronie użytkownika to sam proces backupu (transferu danych) jest krótszy a co za tym idzie zmniejszają się wymagania co do przepustowości łącza w sieci WAN pomiędzy użytkownikiem a miejscem składowania danych.
- Dodatkowe zabezpieczenie kopii zapasowej (RAID, replikacja)
- Automatyczna ochrona aplikacji/baz danych
- Odtworzenie danych z poziomu użytkownika
- Graficzny interfejs użytkownika
- Przeglądarka internetowa, HTTPs – odtworzenie z dowolnego miejsca.